# Photopia
《Photopia》是亞當·卡得以文字冒險遊戲（互動式小說）方式表現的文學作品，其因重敘事而輕互動獲褒貶不一的評價。遊戲贏得1998年互動式小說大賽的第一名。《Photopia》為單線式流程，含有少量解謎要素，玩家不能看到的其他結局，但會產生非線性遊戲的錯覺。